# Championnat de France masculin de handball de deuxième division 2012-2013
Navigation
Division 2 2011-2012 Division 2 2013-2014
Le championnat de France masculin de handball de deuxième division 2012-2013 est la soixante-et-unième édition de cette compétition et la vingt-septième édition depuis que la dénomination de Division 2 a été posée.
Le championnat de Division 2 de handball est le deuxième plus haut niveau du championnat de France de ce sport. À la fin de la saison, le premier est promu en Division 1. Les équipes classées de la 2e à la 5e places jouent des Play-off dont le vainqueur est également promu.
Les équipes classées 13e et 14e à l'issue de la saison, seront reléguées et échangeront leurs places avec les meilleurs clubs des deux poules de N1.
L'USAM Nîmes remporte le championnat lors de l'avant dernière journée du fait de sa victoire 40 à 31 contre le Dijon Bourgogne HB. Ce dernier, vainqueur des playoffs, accède à la première division en compagnie du club gardois qui retrouve l'élite une année seulement après l'avoir quittée. Le HBC Semur-en-Auxois et l'ESM Gonfreville l'Orcher sont relégués en Nationale 1.

## Les clubs participants
| \| Angers Dijon Massy Besançon Mulhouse Nancy Pontault-C. Semur Vernon Chartres Nîmes Istres Gonfreville Valence \| Localisation des clubs engagés dans le championnat. |
| Angers Dijon Massy Besançon Mulhouse Nancy Pontault-C. Semur Vernon Chartres Nîmes Istres Gonfreville Valence                                                           |

| Club                            | Classement 2011-2012  | Entraîneur         | Salle                                    | Capacité théorique |
| ------------------------------- | --------------------- | ------------------ | ---------------------------------------- | ------------------ |
| }Istres Ouest Provence Handball | 13e (D1)              | Christophe Mazel   | Halle polyvalente                        | 2 000              |
| USAM Nîmes                      | 14e (D1)              | Jérôme Chauvet     | Le Parnasse                              | 4 191              |
| Mulhouse Handball Sud Alsace    | 3e                    | Brahim Ighirri     | Palais des Sports de Mulhouse            | 2 500              |
| Dijon Bourgogne HB              | 4e                    | Denis Lathoud      | Palais des sports Jean-Michel-Geoffroy   | 4 000              |
| Saint-Marcel Vernon             | 5e                    | Jérôme Delaporte   | Gymnase du Grévarin                      | 1 500              |
| HBC Semur-en-auxois             | 6e                    | Thierry Vamillier  | G2                                       | 500                |
| Chartres MHB 28                 | 7e                    | Benoit Guillaume   | Salle Bernard Maroquin Halle Jean-Cochet | 400 1 200          |
| Nancy ASPTT                     | 8e                    | Thierry Thoni      | Parc des Sports de Vandœuvre Nations     | 1 950              |
| ES Besançon                     | 9e                    | Christophe Viennet | Palais des sports de Besançon            | 4 200              |
| UMS Pontault-Combault           | 11e                   | William Holder     | Espace Boisramé                          | 1 300              |
| Angers Noyant                   | 12e                   | David Peneau       | Salle Jean Bouin                         | 3 000              |
| Massy Essonne Handball          | 13e                   | Benjamin Braux     | Centre Omnisports                        | 800                |
| ESM Gonfreville l'Orcher HB     | 1er (Nat. 1 groupe A) | Dragan Mihailovic  | Gymnase Auguste Delaune                  | -                  |
| Valence Handball                | 1er (Nat. 1 groupe B) | Mirolad Davidovic  | Palais des sports Pierre Mendes France   | 2 000              |

## Compétition

### Classement finale
|    | Équipe                       | Pts  | J  | G  | N | P  | Bp  | Bc  | Diff |
| -- | ---------------------------- | ---- | -- | -- | - | -- | --- | --- | ---- |
| 1  | USAM Nîmes R                 | 70   | 26 | 22 | 0 | 4  | 801 | 681 | 120  |
| 2  | Mulhouse Handball Sud Alsace | 62   | 26 | 18 | 0 | 8  | 735 | 704 | 31   |
| 3  | Dijon Bourgogne HB           | 60-3 | 26 | 18 | 1 | 7  | 720 | 647 | 73   |
| 4  | Massy Essonne HB             | 55   | 26 | 14 | 1 | 11 | 768 | 723 | 45   |
| 5  | Chartres MHB 28              | 54   | 26 | 12 | 4 | 10 | 706 | 705 | 1    |
| 6  | Saint-Marcel Vernon          | 52   | 26 | 12 | 2 | 12 | 752 | 727 | 25   |
| 7  | UMS Pontault-Combault        | 51   | 26 | 11 | 3 | 12 | 744 | 738 | 6    |
| 8  | Valence Handball P           | 50   | 26 | 11 | 2 | 13 | 700 | 684 | 16   |
| 9  | Angers Noyant                | 49   | 26 | 11 | 1 | 14 | 689 | 732 | -43  |
| 10 | ES Besançon                  | 47   | 26 | 10 | 1 | 15 | 663 | 700 | -37  |
| 11 | Grand Nancy ASPTT HB         | 46   | 26 | 9  | 2 | 15 | 671 | 694 | -23  |
| 12 | Istres OPH R                 | 45   | 26 | 8  | 3 | 15 | 700 | 745 | -45  |
| 13 | HBC Semur-en-auxois          | 44   | 26 | 7  | 4 | 15 | 714 | 799 | -85  |
| 14 | ESM Gonfreville l'Orcher P   | 40   | 26 | 6  | 2 | 18 | 633 | 717 | -84  |

Légende
- Promu en Division 1.
- Qualifié pour les play-offs.
- Relégation sportive en Nationale 1.
- P : Promu de N1 en début de saison.
- R : Relégué de D1 en début de saison.
- -X : Points de pénalité.

Le Dijon Bourgogne HB a reçu une pénalité de trois points car les comptes de la saison ont été envoyés en retard à la Commission Nationale du contrôle de gestion. En mars, l'appel fait par le DBHB n'a pas abouti.

### Résultats
| Résultats (dom.\ext.)                                      | ANG   | BES   | CHA   | DIJ   | GON   | IST   | MAS   | MUL   | NAN   | NÎM   | PON   | SEM   | VAL   | VER   |
| Angers Noyant                                              |       | 27-28 | 21-20 | 26-27 | 25-20 | 32-29 | 26-25 | 19-28 | 23-26 | 29-33 | 23-33 | 33-27 | 31-21 | 22-36 |
| ES Besançon                                                | 25-19 |       | 26-25 | 26-25 | 25-20 | 34-29 | 27-32 | 26-27 | 25-24 | 25-29 | 27-29 | 33-27 | 26-28 | 35-28 |
| Chartres-Mainvilliers                                      | 30-25 | 26-26 |       | 18-16 | 29-21 | 29-33 | 31-38 | 30-34 | 33-28 | 29-28 | 33-33 | 25-24 | 25-24 | 29-28 |
| Dijon HB                                                   | 31-24 | 30-21 | 27-23 |       | 24-24 | 24-25 | 24-23 | 30-27 | 31-21 | 29-28 | 26-23 | 24-22 | 34-23 | 35-25 |
| ESM Gonfreville Orcher                                     | 29-27 | 25-27 | 21-21 | 20-31 |       | 30-32 | 24-23 | 19-22 | 26-28 | 22-30 | 25-24 | 28-30 | 25-27 | 36-26 |
| Istres OPH                                                 | 28-34 | 25-23 | 23-28 | 21-29 | 22-20 |       | 24-26 | 21-22 | 24-23 | 34-29 | 25-25 | 32-31 | 22-28 | 26-26 |
| Massy Essonne                                              | 31-28 | 32-23 | 29-28 | 34-24 | 26-27 | 33-26 |       | 27-35 | 29-29 | 30-32 | 29-30 | 36-28 | 31-30 | 25-27 |
| Mulhouse HB                                                | 28-32 | 24-23 | 32-28 | 27-22 | 28-27 | 32-26 | 36-33 |       | 27-25 | 25-27 | 28-24 | 31-32 | 18-27 | 27-26 |
| Nancy ASPTT                                                | 23-24 | 28-24 | 27-29 | 23-31 | 25-27 | 27-25 | 26-29 | 21-22 |       | 22-25 | 23-22 | 32-21 | 24-30 | 27-23 |
| USAM Nîmes                                                 | 32-23 | 27-15 | 32-23 | 40-31 | 31-22 | 35-32 | 36-32 | 31-21 | 31-22 |       | 34-31 | 31-26 | 32-25 | 27-26 |
| UMS Pontault-Combault                                      | 26-31 | 30-22 | 24-26 | 25-27 | 33-29 | 40-37 | 25-29 | 34-36 | 30-28 | 26-36 |       | 34-24 | 26-25 | 31-29 |
| HBC Semur-en-auxois                                        | 31-22 | 24-23 | 30-28 | 28-27 | 32-24 | 29-29 | 21-34 | 27-34 | 31-31 | 27-34 | 32-32 |       | 33-33 | 22-36 |
| Valence Handball                                           | 25-26 | 28-22 | 25-25 | 22-30 | 34-17 | 25-23 | 25-23 | 31-29 | 27-29 | 31-27 | 25-27 | 35-26 |       | 23-24 |
| Saint-Marcel Vernon                                        | 33-33 | 32-26 | 26-27 | 28-31 | 35-24 | 32-29 | 31-24 | 36-35 | 25-29 | 24-25 | 28-27 | 37-29 | 25-23 |       |
| - Victoire à domicile - Match nul - Victoire à l'extérieur |       |       |       |       |       |       |       |       |       |       |       |       |       |       |

### Playoffs
|  | Demi-finales                     | Demi-finales                     | Demi-finales                     | Demi-finales                     |    |                    | Finale                           | Finale                           | Finale                           | Finale                           |
|  |                                  |                                  |                                  |                                  |    |                    |                                  |                                  |                                  |                                  |
|  | 15 mai à 20h30 et 18 mai à 20h30 | 15 mai à 20h30 et 18 mai à 20h30 | 15 mai à 20h30 et 18 mai à 20h30 | 15 mai à 20h30 et 18 mai à 20h30 |    |                    | 22 mai à 20h30 et 25 mai à 20h30 | 22 mai à 20h30 et 25 mai à 20h30 | 22 mai à 20h30 et 25 mai à 20h30 | 22 mai à 20h30 et 25 mai à 20h30 |
|  | 4e                               | Massy Essonne Handball           | 22                               | 23                               |    |                    | 22 mai à 20h30 et 25 mai à 20h30 | 22 mai à 20h30 et 25 mai à 20h30 | 22 mai à 20h30 et 25 mai à 20h30 | 22 mai à 20h30 et 25 mai à 20h30 |
|  | 4e                               | Massy Essonne Handball           | 22                               | 23                               |    |                    | 22 mai à 20h30 et 25 mai à 20h30 | 22 mai à 20h30 et 25 mai à 20h30 | 22 mai à 20h30 et 25 mai à 20h30 | 22 mai à 20h30 et 25 mai à 20h30 |
|  | 3e                               | Dijon Bourgogne HB               | 25                               | 32                               |    |                    | 22 mai à 20h30 et 25 mai à 20h30 | 22 mai à 20h30 et 25 mai à 20h30 | 22 mai à 20h30 et 25 mai à 20h30 | 22 mai à 20h30 et 25 mai à 20h30 |
|  | 3e                               | Dijon Bourgogne HB               | 25                               | 32                               | 3e | Dijon Bourgogne HB | 34                               | 28                               |                                  |                                  |
|  | 15 mai à 20h30 et 18 mai à 20h30 |                                  |                                  |                                  | 3e | Dijon Bourgogne HB | 34                               | 28                               |                                  |                                  |
|  |                                  |                                  | 2e                               | Mulhouse HB Sud Alsace           | 21 | 28                 |                                  |                                  |                                  |                                  |
|  | 5e                               | Chartres MHB 28                  | 2e                               | Mulhouse HB Sud Alsace           | 21 | 28                 | 27                               | 30                               |                                  |                                  |
|  | 5e                               | Chartres MHB 28                  |                                  |                                  |    |                    |                                  | 30                               |                                  |                                  |
|  | 2e                               | Mulhouse HB Sud Alsace           | 31                               | 26                               |    |                    |                                  |                                  |                                  |                                  |
|  | 2e                               | Mulhouse HB Sud Alsace           | 31                               | 26                               |    |                    |                                  |                                  |                                  |                                  |

## Évolution du classement
| Club                | 1  | 2  | 3  | 4  | 5  | 6  | 7  | 8  | 9  | 10 | 11 | 12 | 13 | 14 | 15 | 16 | 17 | 18 | 19 | 20 | 21 | 22 | 23 | 24 | 25 | 26 | Journées en tête | Journées en playoffs | Journées relégable |
| ------------------- | -- | -- | -- | -- | -- | -- | -- | -- | -- | -- | -- | -- | -- | -- | -- | -- | -- | -- | -- | -- | -- | -- | -- | -- | -- | -- | ---------------- | -------------------- | ------------------ |
| Angers              | 2  | 2  | 1  | 4  | 5  | 7  | 9  | 7  | 9  | 8  | 7  | 5  | 6  | 9  | 5  | 5  | 5  | 5  | 7  | 7  | 7  | 7  | 8  | 8  | 9  | 9  | 1                | 9                    | 0                  |
| Besançon            | 14 | 12 | 12 | 12 | 12 | 12 | 12 | 10 | 11 | 12 | 12 | 12 | 12 | 11 | 12 | 11 | 11 | 10 | 9  | 9  | 12 | 9  | 10 | 11 | 11 | 10 | 0                | 0                    | 1                  |
| Chartres            | 8  | 5  | 6  | 7  | 10 | 9  | 7  | 6  | 4  | 3  | 3  | 4  | 4  | 5  | 6  | 7  | 9  | 6  | 5  | 6  | 6  | 6  | 6  | 5  | 5  | 5  | 0                | 11                   | 0                  |
| Dijon Bourgogne HB  | 1  | 8  | 9  | 6  | 4  | 4  | 4  | 3  | 5  | 7  | 4  | 3  | 3  | 3  | 3  | 2  | 2  | 2  | 2  | 2  | 3  | 3  | 3  | 3  | 3  | 3  | 1                | 20                   | 0                  |
| Gonfreville         | 11 | 14 | 14 | 14 | 14 | 14 | 14 | 13 | 13 | 13 | 14 | 13 | 14 | 14 | 14 | 14 | 14 | 14 | 14 | 14 | 14 | 14 | 14 | 14 | 14 | 14 | 0                | 0                    | 25                 |
| Istres              | 4  | 10 | 10 | 9  | 7  | 6  | 8  | 9  | 7  | 6  | 8  | 9  | 8  | 7  | 8  | 9  | 8  | 9  | 10 | 11 | 10 | 12 | 12 | 12 | 12 | 12 | 0                | 1                    | 0                  |
| Massy               | 7  | 1  | 2  | 1  | 3  | 3  | 3  | 5  | 6  | 5  | 6  | 7  | 5  | 4  | 4  | 3  | 3  | 4  | 4  | 4  | 4  | 4  | 4  | 4  | 4  | 4  | 2                | 20                   | 0                  |
| Mulhouse            | 6  | 4  | 4  | 3  | 2  | 2  | 1  | 2  | 1  | 2  | 2  | 2  | 2  | 2  | 2  | 4  | 4  | 3  | 3  | 3  | 2  | 2  | 2  | 2  | 2  | 2  | 2                | 23                   | 0                  |
| Nancy               | 12 | 9  | 5  | 8  | 8  | 11 | 11 | 12 | 10 | 11 | 11 | 11 | 10 | 10 | 10 | 10 | 10 | 12 | 12 | 12 | 11 | 11 | 11 | 10 | 10 | 11 | 0                | 1                    | 0                  |
| Nîmes               | 3  | 3  | 3  | 2  | 1  | 1  | 2  | 1  | 2  | 1  | 1  | 1  | 1  | 1  | 1  | 1  | 1  | 1  | 1  | 1  | 1  | 1  | 1  | 1  | 1  | 1  | 20               | 6                    | 0                  |
| Pontault-C.         | 5  | 6  | 7  | 5  | 6  | 8  | 6  | 8  | 8  | 9  | 9  | 8  | 7  | 6  | 7  | 8  | 6  | 8  | 8  | 8  | 9  | 8  | 7  | 7  | 7  | 7  | 0                | 2                    | 0                  |
| Semur               | 13 | 13 | 13 | 13 | 13 | 13 | 13 | 14 | 14 | 14 | 13 | 14 | 13 | 12 | 13 | 12 | 12 | 13 | 13 | 13 | 13 | 13 | 13 | 13 | 13 | 13 | 0                | 0                    | 23                 |
| Valence Handball    | 10 | 7  | 8  | 11 | 11 | 10 | 10 | 11 | 12 | 10 | 10 | 10 | 11 | 13 | 11 | 13 | 13 | 11 | 11 | 10 | 8  | 10 | 9  | 9  | 8  | 8  | 0                | 0                    | 3                  |
| Saint-Marcel Vernon | 9  | 11 | 11 | 10 | 9  | 5  | 5  | 4  | 3  | 4  | 5  | 6  | 9  | 8  | 9  | 6  | 7  | 7  | 6  | 5  | 5  | 5  | 5  | 6  | 6  | 6  | 0                | 10                   | 0                  |

## Statistiques et récompenses

### Classement des buteurs
| Rang | Buteur            | Club                  | Buts | MJ | Moy  |
| ---- | ----------------- | --------------------- | ---- | -- | ---- |
| 1    | Guillaume Saurina | USAM Nîmes            | 181  | 22 | 8,23 |
| 2    | Junior Reault     | Massy Essonne         | 177  | 24 | 7,38 |
| 3    | Yvan Gérard       | Saint-Marcel Vernon   | 156  | 26 | 6,08 |
| 4    | Abdoulaye Sarr    | Semur-en-Auxois       | 140  | 24 | 5,83 |
| 5    | Mathias Soltane   | Gonfreville l'Orcher  | 135  | 25 | 5,40 |
| 6    | Rudolphe Diarra   | Angers Noyant         | 134  | 26 | 5,15 |
| 7    | Senjin Kratovic   | Nancy ASPTT           | 133  | 23 | 5,78 |
| 8    | Alexis Jallamion  | UMS Pontault-Combault | 131  | 23 | 5,70 |
| 9    | Grégory Martin    | Mulhouse HSA          | 130  | 23 | 5,65 |
| 10   | Istvan Redei      | Dijon Bourgogne HB    | 129  | 26 | 4,96 |

Mis à jour le 19 mai 2013.

### Équipe type 2012-2013
Pour la troisième année consécutive, la Fédération Française de Handball via Hand-Planet organise l'élection des meilleurs joueurs de la saison de Pro D2.
Cette élection s'est faite en deux phases :
- la première est destinée aux entraineurs de Pro D2 : ils doivent dresser une liste de 5 meilleurs joueurs par poste, dans 11 catégories : ailier droit, ailier gauche, pivot, arrière droit, arrière gauche, demi-centre, gardien de but, jeune, défenseur, meilleur joueur et entraîneur. Bien entendu, les joueurs nommés par les entraineurs ont été choisis dans les 13 autres équipes du championnat et non dans la leur. Le meilleur joueur et le meilleur entraineur sont alors élus.
- une fois cette liste établie, la seconde phase est destinée à chaque joueur de Pro D2 qui doivent choisir 1 joueur dans les 9 catégories restantes.

Les résultats sont :
- Joueur : Guillaume Saurina (Nîmes)
- Ailier gauche : Junior Réault (Massy)
- Ailier droit : Sébastien Galotte (Mulhouse)
- Arrière gauche : Guillaume Saurina (Nîmes)
- Arrière droit : Abdoulaye Sarr (Semur)
- Demi-cente : Nicolas Zens (Nîmes)
- Pivot : Maxime Cherblanc (Chartres)
- Gardien de but : Nebojša Stojinović (Dijon)
- Défenseur : Emeric Paillasson (Chartres)
- Jeune : Enzo Cramoisy (Massy)
- Entraîneur : Benjamin Braux (Massy)